# Vijaydan Detha
Vijaydan Detha, också känd som Bijji, född 1 september 1926 i Rajasthan, död 10 november 2013, var en prisbelönt indisk författare. Bland utmärkelser han tagit emot kan nämnas de prestigefyllda Sahitya Akademi Award och Sahitya Chudamani Award. Vijaydan Detha har också mottagit den indiska Padma Shri-medaljen, den fjärde mest ärofyllda medalj som kan tilldelas indiska medborgare för synnerligen framstående prestationer.
Detha har under sin författarkarriär publicerat mer än 800 noveller. Flera av dessa har översatts, från hindi och rajasthani, till bl.a. engelska. Ett av hans mer omtalade verk är Bataan ri Phulwari (Garden of Tales), en samling berättelser i 14 volymer innehållande folklore och dialog på olika Rajasthani-dialekter. Hans berättelser har flera gånger dramatiserats och filmatiserats. Tillsammans med folkloristen och musiketnologen Komal Kothari har Vetha också varit med och grundat Rupayan Sansthan, ett institut som dokumenterar folkloristisk konst och musik i Rajasthani-provinsen. 
Vijaydan Dethas berättelser handlar inte sällan om feminism, socialism och anti-feodalism. Till hans influenser kan räknas Rabindranath Tagore, Karl Marx och Sarat Chandra Chattopadhyay.